# Чемпионство Тройной короны в тяжёлом весе
Чемпионство Тройной короны в тяжёлом весе (англ. Triple Crown Heavyweight Championship, яп. 三冠ヘビー級王座) — является мировым чемпионским титулом по рестлингу в тяжёлом весе, которым владаеет промоушн All Japan Pro Wrestling (AJPW).

## История
Чемпионат был учрежден после объединения титулов чемпиона мира PWF в тяжёлом весе, объединенного национального чемпиона NWA и международного чемпиона NWA в тяжелом весе. Титулы были объединены 18 апреля 1989 года, когда международный чемпион NWA в тяжелом весе Джамбо Цурута победил Стэна Хэнсена, который владел двумя другими титулами.
В отличие от большинства объединенных чемпионатов, Тройная корона первоначально была представлена через продолжение использования трех индивидуальных чемпионских поясов. С 1989 по 2000 год обладатель Тройной короны также получал от Nippon TV (вещательной компании AJPW в то время) большой трофей в форме глобуса с надписью «Чемпион мира в тяжелом весе». В августе 2013 года оригинальные титульные пояса были возвращены вдове основателя All Japan Pro Wrestling Мотоко Баба, и был изготовлен новый единый титульный пояс, включающий дизайн трех оригинальных поясов. Новый титульный пояс с тремя пластинами, представляющими три оригинальных титульных пояса, был представлен 27 октября. Одна из пластин включает текст «Jumbo Tsuruta Apr. 18 1989», представляющий коронацию первого в истории чемпиона. Всего было 29 признанных чемпионов, которые в общей сложности провели 64 официальных чемпионств.